# پولسکی ترامبش
پولسکی ترامبش شهری در استان ولیکو ترنوو کشور بلغارستان است که جمعیت آن در سال ۲۰۰۱ میلادی ۵٬۱۶۰ نفر بوده‌است.